# CQM-121 Pave Tiger
Pave Tiger ([peɪv ˈtaɪɡɚ] чит. «Пейв-та́йгер», войсковой индекс — CQM-121) — американский многоцелевой барражирующий боеприпас. Предназначался для подавления системы противовоздушной обороны противника. Был разработан корпорацией Boeing по заказу ВВС США. 
Вместе с модификациями CGM-121B (противорадиолокационный) и CEM-138A (постановщик помех) входил в семейство Boeing Brave-200 (англ. BRAVE — бэкроним от Boeing Robotic Air VEhicle). 
Отказ потенциальных заказчиков от закупок аппарата привёл к прекращению работ над проектом в 1985 году; обозреватели американского ракетостроения объясняли это решение кулуарными интригами военно-промышленного лобби в высших эшелонах власти, которые продвигали в этом сегменте продукцию Northrop (конкуренцию в данном аспекте составляла ракета AGM-136 Tacit Rainbow, которой было отдано предпочтение). В 1987 году, в связи с изменившейся конъюнктурой и произошедшими кадровыми перестановками в Комитете Сената США по вооружённым силам, Конгресс США распорядился возобновить проект, но к постановке снаряда на вооружение это в итоге не привело. 
В 1988 году проект был свёрнут окончательно.

## История
Разработка
Разработка проекта Boeing началась в инициативном порядке на самофинансировании в середине 1979 года. С 1979 по март 1983 года было осуществлено 25 испытательных запусков на заводских испытательных полигонах компании в Уичито, штат Канзас. В начале 1983 года компания Boeing получила $14-миллионный контракт на проведение опытно-конструкторских работ по созданию универсального БПЛА/ракеты типа самолёт-снаряда для применения различным способом против системы ПВО противника. По условиям контракта от Boeing требовалось представить к испытаниям 14 летательных аппаратов, из которых 12 для лётных испытаний плюс 2 полных набора запасных частей к ним в разобранном виде. Первые демонстрации лётных качеств БПЛА предполагалось начать в течение ближайшего месяца-двух с момента заключения контракта. Инженеры Boeing разработали летательный аппарат в трёх вариантах реализации, каждый из которых выполнял ту или иную роль в подавлении ПВО. Для этого был создан общий планер летательного аппарата с идентичной двигательной установкой, но под различную полезную нагрузку, в виде разведывательной аппаратуры и сенсорного оборудования, аппаратуры постановки радиоэлектронных или радиолокационных помех, осколочно-фугасной боевой части и т. п. Работа над двигательной установкой велась двигателестроительной компанией Cuyuna Engine Co. в Бьюфорте, штат Южная Каролина. За разработку головки самонаведения отвечала компания Melpar в Фолс-Черч, штат Виргиния (филиал E-Systems). Департамент ВВС США выразил намерение закупить в будущем около 2 тыс. ед. готовой продукции по оптовой закупочной цене $50 тыс. за один серийный экземпляр, запросив Конгресс санкционировать выделение $38,5 млн бюджетных средств на доводочные испытания и закупку требуемого количества экземпляров в 1983—1984 гг., но органы бюджетного контроля оказали сопротивление и заявили свои возражения этим заявкам как преждевременным.
Испытания
Лётные испытания Pave Tiger проходили в 1983—1984 гг. После прекращения финансирования проекта Департаментом ВВС США, Boeing предпринял ряд маркетинговых мероприятий по их продвижению на мировой рынок вооружения, но заключить контракты с иностранными заказчиками не удалось и проект был закрыт.
Возобновление работ
В декабре 1987 года с Boeing был заключен контракт на усовершенствование разработанных аппаратов, снаряжение их новыми подсистемами, головками самонаведения и боевыми частями и проведение испытаний в течение 22 месяцев с даты заключения (то есть, до октября 1989 года включительно). Повторные испытания были назначены на середину 1988 года, но в Конгресс распорядился прекратить финансирование проекта

## Варианты и модификации
CQM-121A Pave Tiger
Постановщик радиолокационных помех
CGM-121B Seek Spinner
Барражирующий противорадиолокационный боеприпас
CEM-138A Pave Cricket
Постановщик электронных помех

## Тактико-технические характеристики
Источники информации : 
Общие сведения
- Категории поражаемых целей — наземные объекты системы радиотехнических войск ПВО

Пусковое устройство
- Категория мобильности — возимое
- Платформа — прицепного типа со снарядами в готовности к немедленному запуску
- Возимый боекомплект — 15 штук

Система наведения
- Бортовой навигационный компьютер — цифровое микропроцессорное оперативное запоминающее устройство
- Устройство наведения на цель — головка самонаведения
- Тип головки самонаведения — пассивная радиолокационная

Зона обстрела
- Дальность полёта — 800 км

Особенности конструкции
- Аэродинамическая компоновочная схема — «утка», самолётного типа (самолёт-снаряд)
- Форма фюзеляжа — гондола
- Тип конструкции фюзеляжа — монококовая
- Оболочка фюзеляжа — литая (изготовленная методом литья под давлением)
- Материал корпуса — стекловолоконно-полиуретановый композит
- Воздушный винт — толкающий, четырёхлопастной
- Аэродинамический профиль рулевых поверхностей — NACA 0012
- Тип наполнителя внутреннего пространства крыльев — GAW-1
- Конфигурация крыльев — зафиксированные
- Угол установки крыла — 0°
- Угол стреловидности крыла — 30°, четверть хорды
- Угол установки рулевых поверхностей — 3°
- Угол стреловидности рулевых поверхностей — 0°
- Конфигурация воздухозаборника — утопленный сверху фюзеляжа

Аэродинамические характеристики
- Скоростной режим — дозвуковая
- Среднее время в полёте — 480 мин
- Маршевая скорость полёта — 185 км/ч
- Практический потолок — 3 км

Массо-габаритные характеристики
- Длина — 2118 мм
- Высота — 610 мм
- Размах оперения — 2570 мм
- Масса — 127 кг

Боевая часть
- Тип БЧ — осколочно-фугасная с готовыми поражающими элементами, WDU-30/B
- Масса БЧ — 18 кг
- Тип ВВ — High-Explosive
- Тип предохранительно-исполнительного механизма — дистанционного действия, радиолокационный, срабатывание на объём

Двигательная установка
- Тип ДУ — двухтактный рядный поршневой авиационный двигатель, Cuyuna Eagle
- Количество цилиндров — 2
- Объём камеры сгорания — 438 см³
- Мощность двигателя — 28 л.с. (21 кВт)
- Время работы маршевого двигателя — не менее 480 мин